# یواس‌اس چلنج (ای‌تی‌ای-۲۰۱)
یواس‌اس چلنج (ای‌تی‌ای-۲۰۱) (به انگلیسی: USS Challenge (ATA-201)) یک کشتی بود که طول آن ۱۴۳ فوت (۴۴ متر) بود. این کشتی در سال ۱۹۴۴ ساخته شد.